# Matiiovo, Vînohradiv
Matiiovo (în ucraineană Матійово) este localitatea de reședință a comunei Matiiovo din raionul Vînohradiv, regiunea Transcarpatia, Ucraina.

## Demografie
Componența lingvistică a localității Matiiovo
     Maghiară (66,54%)
     Ucraineană (33,36%)
     Alte limbi (0,09%)
Conform recensământului din 2001, majoritatea populației localității Matiiovo era vorbitoare de maghiară (66,54%), existând în minoritate și vorbitori de ucraineană (33,36%).